# Trent Yawney
Trent G. Yawney (né le 29 septembre 1965 à Hudson Bay dans la Saskatchewan au Canada) est un entraîneur et joueur professionnel canadien de hockey sur glace qui évoluait au poste de défenseur.

## Biographie
Choisi à la 45e position du repêchage d'entrée dans la LNH 1984 par les Blackhawks de Chicago, Yawney passe trois saisons avec l'équipe du Canada en préparation pour les jeux olympiques avant de commencer sa carrière professionnelle. Il reste quatre saisons avec les Blackhawks avant d'être échangé aux Flames de Calgary contre Stéphane Matteau. Cinq saisons plus tard, il signe un contrat comme agent libre avec les Blues de Saint-Louis puis, en 1997, signe à nouveau avec les Blackhawks. Le 9 janvier 1999, il se blesse au bras dans un match contre l'Avalanche du Colorado, blessure qui l'empêche de terminer la saison et met un terme à sa carrière de joueur. Lorsqu'il annonce sa retraite le 24 février 1999, il est aussitôt nommé entraîneur-assistant de Chicago. En 2000, il devient entraîneur en chef des Admirals de Norfolk, nouvelle franchise de la Ligue américaine de hockey et club-école des Blackhawks. Il mène l'équipe à deux titres de division en 2002 et 2003 ; il passe cinq saisons à la tête des Admirals, conservant un bilan de 53,4 % de victoire mais l'équipe ne parvient pas à gagner plus de deux rondes en séries éliminatoires. En 2004, il est nommé entraîneur de l'année des ligues professionnelles mineures par le magazine The Hockey News. En 2005, il est nommé à la tête des Blackhawks mais, au cours de la saison suivante et alors que Chicago n'a remporté que 7 de ses 21 premiers matchs, il est remplacé par son assistant Denis Savard. En 2008, il devient entraîneur-assistant des Sharks de San José.

## Statistiques

### Joueur
| Saison     | Équipe                | Ligue      |     | Saison régulière | Saison régulière | Saison régulière | Saison régulière | Saison régulière |   | Séries éliminatoires | Séries éliminatoires | Séries éliminatoires | Séries éliminatoires | Séries éliminatoires |
| Saison     | Équipe                | Ligue      | PJ  | B                | A                | Pts              | Pun              | PJ               | B | A                    | Pts                  | Pun                  |                      |                      |
| 1981-82    | Blues de Saskatoon    | SMHL       |     |                  |                  |                  |                  |                  |   |                      |                      |                      |                      |                      |
| 1981-82    | Blades de Saskatoon   | LHOu       | 6   | 1                | 0                | 1                | 0                |                  |   |                      |                      |                      |                      |                      |
| 1982-83    | Blades de Saskatoon   | LHOu       | 59  | 6                | 31               | 37               | 44               | 6                | 0 | 2                    | 2                    | 0                    |                      |                      |
| 1983-84    | Blades de Saskatoon   | LHOu       | 72  | 13               | 46               | 59               | 81               |                  |   |                      |                      |                      |                      |                      |
| 1984-85    | Blades de Saskatoon   | LHOu       | 72  | 16               | 51               | 67               | 158              | 3                | 1 | 6                    | 7                    | 7                    |                      |                      |
| 1987-1988  | Blackhawks de Chicago | LNH        | 15  | 2                | 8                | 10               | 15               | 5                | 0 | 4                    | 4                    | 8                    |                      |                      |
| 1988-1989  | Blackhawks de Chicago | LNH        | 69  | 5                | 19               | 24               | 116              | 15               | 3 | 6                    | 9                    | 20                   |                      |                      |
| 1989-1990  | Blackhawks de Chicago | LNH        | 70  | 5                | 15               | 20               | 82               | 20               | 3 | 5                    | 8                    | 27                   |                      |                      |
| 1990-1991  | Blackhawks de Chicago | LNH        | 61  | 3                | 13               | 16               | 77               | 1                | 0 | 0                    | 0                    | 0                    |                      |                      |
| 1991-1992  | Flames de Calgary     | LNH        | 47  | 4                | 9                | 13               | 45               |                  |   |                      |                      |                      |                      |                      |
| 1991-1992  | Ice d'Indianapolis    | LIH        | 9   | 2                | 3                | 5                | 12               |                  |   |                      |                      |                      |                      |                      |
| 1992-1993  | Flames de Calgary     | LNH        | 63  | 1                | 16               | 17               | 67               | 6                | 3 | 2                    | 5                    | 6                    |                      |                      |
| 1993-1994  | Flames de Calgary     | LNH        | 58  | 6                | 15               | 21               | 60               | 7                | 0 | 0                    | 0                    | 16                   |                      |                      |
| 1994-1995  | Flames de Calgary     | LNH        | 37  | 0                | 2                | 2                | 108              | 2                | 0 | 0                    | 0                    | 2                    |                      |                      |
| 1995-1996  | Flames de Calgary     | LNH        | 69  | 0                | 3                | 3                | 88               | 4                | 0 | 0                    | 0                    | 2                    |                      |                      |
| 1996-1997  | Blues de Saint-Louis  | LNH        | 39  | 0                | 2                | 2                | 17               |                  |   |                      |                      |                      |                      |                      |
| 1997-1998  | Blackhawks de Chicago | LNH        | 45  | 1                | 0                | 1                | 76               |                  |   |                      |                      |                      |                      |                      |
| 1998-1999  | Blackhawks de Chicago | LNH        | 20  | 0                | 0                | 0                | 32               |                  |   |                      |                      |                      |                      |                      |
| Totaux LNH | Totaux LNH            | Totaux LNH | 593 | 27               | 102              | 129              | 783              | 60               | 9 | 17                   | 26                   | 8                    |                      |                      |

### Entraîneur
| Saison     | Équipe                | Ligue      |     | PJ  | V   | D  | N  | DP     | %V                          | Résultat |
| ---------- | --------------------- | ---------- | --- | --- | --- | -- | -- | ------ | --------------------------- | -------- |
| 2000-2001  | Admirals de Norfolk   | LAH        | 80  | 36  | 26  | 13 | 5  | 56,3 % | Éliminés en 2e ronde        |          |
| 2001-2002  | Admirals de Norfolk   | LAH        | 80  | 38  | 26  | 12 | 4  | 57,5 % | Éliminés en 1re ronde       |          |
| 2002-2003  | Admirals de Norfolk   | LAH        | 80  | 37  | 26  | 12 | 5  | 56,9 % | Éliminés en 2e ronde        |          |
| 2003-2004  | Admirals de Norfolk   | LAH        | 80  | 35  | 36  | 4  | 5  | 49,4 % | Éliminés en 1re ronde       |          |
| 2004-2005  | Admirals de Norfolk   | LAH        | 80  | 43  | 30  | -  | 7  | 58,1 % | Éliminés en 2e ronde        |          |
| 2005-2006  | Blackhawks de Chicago | LNH        | 82  | 26  | 43  | -  | 13 | 39,6 % | Non qualifiés               |          |
| 2006-2007  | Blackhawks de Chicago | LNH        | 21  | 7   | 12  | -  | 2  | 38,1 % | Remplacé en cours de saison |          |
| Totaux LAH | Totaux LAH            | Totaux LAH | 400 | 189 | 118 | 28 | 21 | 53,4 % | -                           |          |
| Totaux LNH | Totaux LNH            | Totaux LNH | 103 | 33  | 55  | -  | 15 | 39,3 % | -                           |          |